# Dölitz
Dölitz – część miasta Lipska w Saksonii w Niemczech. Leży w południowej części miasta, przynależy do okręgu administracyjnego Süd.
Osada serbołużycka w VIII wieku. Najstarsza wzmianka o miejscowości Dolizc pochodzi z 1262. W 1910 została włączona w granice Lipska. W 1992 połączona z osiedlem Dösen w osiedle Dölitz-Dösen.
Znajduje się tu Dom Bramny z XVII w., z tablicą upamiętniającą księcia Józefa Poniatowskiego w językach polskim i niemieckim. Przy Domu Bramnym stoi Kamień Apla nr 33 z 1863 roku, upamiętniający udział księcia Poniatowskiego w bitwie narodów, przeniesiony z Lößnig. W miejscu oryginału w Lößnig ustawiono kopię.
Dölitz graniczy na południu z miastem Markkleeberg, na zachodzie z osiedlem Connewitz, na północy z osiedlem Lößnig, a na wschodzie z Dösen i Probstheidą.